# 福谷修
福谷 修（ふくたに おさむ、1967年〈昭和42年〉8月2日 - ）は、日本の映画監督、作家。愛知県名古屋市出身。

## 人物
雑誌編集やバラエティ番組の企画・構成を経て、『ブレア・ウィッチ・プロジェクト』などで知られるエドゥアルド・サンチェスの影響で映画監督となる。2000年（平成12年）に飛び込み自殺をテーマにした映画『レイズライン』（みちのく国際ミステリー映画祭オフシアター部門グランプリ作品）を自主製作。2003年（平成15年）、鶴見済の著書『完全自殺マニュアル』をもとにしたサスペンス映画『自殺マニュアル』でプロの映画監督としてデビュー。同年に監督を務めた日本香港合作映画『最後の晩餐-The Last Supper』では、スコットランド国際ホラー映画祭で準グランプリを受賞した。
翌2004年（平成16年）、『渋谷怪談』（竹書房）で小説家としてもデビュー。以降は映画、DVDドラマ、小説、ゲームなどのホラー作品、ミステリ作品を多く手掛けており、「ホラー界のマルチクリエイター」とも呼ばれている。
前述のほかに監督を務めた映画は『渋谷怪談』シリーズ、『こわい童謡』、『心霊病棟 ささやく死体』など。著書は『鳴く女』、『子守り首』、『心霊写真部』など多数。2008年（平成20年）に脚本を務めたニンテンドーDS用のアドベンチャーゲーム『トワイライトシンドローム 禁じられた都市伝説』は累計20万本を超えて「携帯ゲーム機史上最恐」と評され、雑誌『SPA!』主催による「ゲーム直木賞」に選ばれた。